# Campylocarpon pseudofasciculare
Campylocarpon pseudofasciculare är en svampart som beskrevs av Halleen, Schroers & Crous 2004. Campylocarpon pseudofasciculare ingår i släktet Campylocarpon och familjen Nectriaceae.   Inga underarter finns listade i Catalogue of Life.